# 英国夏時間
英国夏時間（えいこくなつじかん、英: British Summer Time、略：BST）またはイギリス夏時間とは、イギリスで実施されている夏時間。UTC+1に相当する。

## 概要
イギリスで実施されている標準時はグリニッジ平均時(GMT: Greenwich Mean Time, UTC+0)で、協定世界時(UTC: Universal Time Coordinated)に一致している。これに対し、夏時間は英国夏時間(BST: British Summer Time, UTC+1)が用いられている。
このグリニッジ平均時と英国夏時間という時間帯は、ポルトガルやカナリア諸島などで実施されている西ヨーロッパ時間(WET: Western European Time, UTC+0)と西ヨーロッパ夏時間(WEST: Western European Summer Time, UTC+1)と同じ時間帯だが、依然として伝統的な名称が用いられている。
具体的な実施期間は、3月最終日曜日1時(UTC)から10月最終日曜日1時(UTC)までの期間。つまり、グリニッジ平均時で3月最終日曜日の1時になった瞬間、英国夏時間が始まり、同日の2時になる。また、英国夏時間で10月最終日曜日の2時になった瞬間、グリニッジ平均時に戻り、同日の1時になる。このため、夏時間の開始日は1日が23時間となり、終了日は1日が25時間となる。
夏時間の期間は日本標準時（JST）と8時間ずれている（日本側が8時間進んでいる）。すなわちBSTでの午前0時はJSTでは同日の午前8時になる。

## 歴史
- 1916年5月21日2時(UTC)、世界で2例目の夏時間として実施され始めた（世界初は同年4月30日にドイツで実施された）。
- 第二次世界大戦期間中、1940年2月15日2時(UTC)から1945年10月7日2時(UTC)までの期間、英国夏時間を標準時とし、夏季はさらに1時間の夏時間を実施した。このため、この期間中の夏時間は英国二重夏時間(BDST: British Double Summer Time, UTC+2)となった。
- 大戦終了後1年置いた1947年、春から秋に掛けての期間（3月16日2時(UTC)から11月2日2時(UTC)まで）、英国夏時間をいわば「春・秋時間」として実施し、夏季（4月13日2時(UTC)から8月10日2時(UTC)まで）は英国二重夏時間を復活実施した。
- 1968年2月18日1時(UTC)から1971年10月31日2時(UTC)までの期間、グリニッジ平均時よりも1時間早い英国標準時(BST: British Standard Time, UTC+1)を標準時とし、通年でこれを用い、夏時間が実施されなかった。
- 初施行以来、英国夏時間の開始日および終了日は毎年国会より公示されていたが、2002年に Summer Time Order 2002 法案により、実施期間を他のヨーロッパ諸国と同調させた。ただし、実際にはヨーロッパ各国側の実施期間が、イギリスの伝統的な実施期間に合わせた格好となった。

## 英国夏時間の実施期間
| 西暦   | 開始(GMT)          | 終了(GMT)           | 補足                                          |
| ------ | ------------------ | ------------------- | --------------------------------------------- |
| 2027年 | 3月28日（日）01:00 | 10月31日（日）01:00 | w:British Summer Timeを転載（予定）           |
| 2026年 | 3月29日（日）01:00 | 10月25日（日）01:00 | w:British Summer Timeを転載（予定）           |
| 2025年 | 3月30日（日）01:00 | 10月26日（日）01:00 | w:British Summer Timeを転載（予定）           |
| 2024年 | 3月31日（日）01:00 | 10月27日（日）01:00 |                                               |
| 2023年 | 3月26日（日）01:00 | 10月29日（日）01:00 |                                               |
| 2022年 | 3月27日（日）01:00 | 10月30日（日）01:00 |                                               |
| 2021年 | 3月28日（日）01:00 | 10月31日（日）01:00 |                                               |
| 2020年 | 3月29日（日）01:00 | 10月25日（日）01:00 |                                               |
| 2019年 | 3月31日（日）01:00 | 10月27日（日）01:00 |                                               |
| 2018年 | 3月25日（日）01:00 | 10月28日（日）01:00 |                                               |
| 2017年 | 3月26日（日）01:00 | 10月29日（日）01:00 |                                               |
| 2016年 | 3月27日（日）01:00 | 10月30日（日）01:00 |                                               |
| 2015年 | 3月29日（日）01:00 | 10月25日（日）01:00 |                                               |
| 2014年 | 3月30日（日）01:00 | 10月26日（日）01:00 |                                               |
| 2013年 | 3月31日（日）01:00 | 10月27日（日）01:00 |                                               |
| 2012年 | 3月25日（日）01:00 | 10月28日（日）01:00 |                                               |
| 2011年 | 3月27日（日）01:00 | 10月30日（日）01:00 |                                               |
| 2010年 | 3月28日（日）01:00 | 10月31日（日）01:00 |                                               |
| 2009年 | 3月29日（日）01:00 | 10月25日（日）01:00 |                                               |
| 2008年 | 3月30日（日）01:00 | 10月26日（日）01:00 |                                               |
| 2007年 | 3月25日（日）01:00 | 10月28日（日）01:00 |                                               |
| 2006年 | 3月26日（日）01:00 | 10月29日（日）01:00 |                                               |
| 2005年 | 3月27日（日）01:00 | 10月30日（日）01:00 |                                               |
| 2004年 | 3月28日（日）01:00 | 10月31日（日）01:00 |                                               |
| 2003年 | 3月30日（日）01:00 | 10月26日（日）01:00 |                                               |
| 2002年 | 3月31日（日）01:00 | 10月27日（日）01:00 | 実施期間をEU諸国と同調                        |
| 2001年 | 3月25日（日）01:00 | 10月28日（日）01:00 |                                               |
| 2000年 | 3月26日（日）01:00 | 10月29日（日）01:00 |                                               |
| 1999年 | 3月28日（日）01:00 | 10月31日（日）01:00 |                                               |
| 1998年 | 3月29日（日）01:00 | 10月25日（日）01:00 |                                               |
| 1997年 | 3月30日（日）01:00 | 10月26日（日）01:00 |                                               |
| 1996年 | 3月31日（日）01:00 | 10月27日（日）01:00 |                                               |
| 1995年 | 3月26日（日）01:00 | 10月22日（日）01:00 |                                               |
| 1994年 | 3月27日（日）01:00 | 10月23日（日）01:00 |                                               |
| 1993年 | 3月28日（日）01:00 | 10月24日（日）01:00 |                                               |
| 1992年 | 3月29日（日）01:00 | 10月25日（日）01:00 |                                               |
| 1991年 | 3月31日（日）01:00 | 10月27日（日）01:00 |                                               |
| 1990年 | 3月25日（日）01:00 | 10月28日（日）01:00 |                                               |
| 1989年 | 3月26日（日）01:00 | 10月29日（日）01:00 |                                               |
| 1988年 | 3月27日（日）01:00 | 10月23日（日）01:00 |                                               |
| 1987年 | 3月29日（日）01:00 | 10月25日（日）01:00 |                                               |
| 1986年 | 3月30日（日）01:00 | 10月26日（日）01:00 |                                               |
| 1985年 | 3月31日（日）01:00 | 10月27日（日）01:00 |                                               |
| 1984年 | 3月25日（日）01:00 | 10月28日（日）01:00 |                                               |
| 1983年 | 3月27日（日）01:00 | 10月23日（日）01:00 |                                               |
| 1982年 | 3月28日（日）01:00 | 10月24日（日）01:00 |                                               |
| 1981年 | 3月29日（日）01:00 | 10月25日（日）01:00 |                                               |
| 1980年 | 3月16日（日）02:00 | 10月26日（日）02:00 |                                               |
| 1979年 | 3月18日（日）02:00 | 10月28日（日）02:00 |                                               |
| 1978年 | 3月19日（日）02:00 | 10月29日（日）02:00 |                                               |
| 1977年 | 3月20日（日）02:00 | 10月23日（日）02:00 |                                               |
| 1976年 | 3月21日（日）02:00 | 10月24日（日）02:00 |                                               |
| 1975年 | 3月16日（日）02:00 | 10月26日（日）02:00 |                                               |
| 1974年 | 3月17日（日）02:00 | 10月27日（日）02:00 |                                               |
| 1973年 | 3月18日（日）02:00 | 10月28日（日）02:00 |                                               |
| 1972年 | 3月19日（日）02:00 | 10月29日（日）02:00 |                                               |
| 1971年 |                    | 10月31日（日）02:00 | 英国標準時(UTC+1)、実施終了                   |
| 1970年 |                    |                     | 英国標準時(UTC+1)、通年実施                   |
| 1969年 |                    |                     | 英国標準時(UTC+1)、通年実施                   |
| 1968年 | 2月18日（日）01:00 |                     | 英国標準時(UTC+1)、実施開始                   |
| 1967年 | 3月19日（日）02:00 | 10月29日（日）02:00 |                                               |
| 1966年 | 3月20日（日）02:00 | 10月23日（日）02:00 |                                               |
| 1965年 | 3月21日（日）02:00 | 10月24日（日）02:00 |                                               |
| 1964年 | 3月22日（日）02:00 | 10月25日（日）02:00 |                                               |
| 1963年 | 3月31日（日）02:00 | 10月27日（日）02:00 |                                               |
| 1962年 | 3月25日（日）02:00 | 10月28日（日）02:00 |                                               |
| 1961年 | 3月26日（日）02:00 | 10月29日（日）02:00 |                                               |
| 1960年 | 4月19日（火）02:00 | 10月2日（日）02:00  |                                               |
| 1959年 | 4月12日（日）02:00 | 10月4日（日）02:00  |                                               |
| 1958年 | 4月20日（日）02:00 | 10月5日（日）02:00  |                                               |
| 1957年 | 4月14日（日）02:00 | 10月6日（日）02:00  |                                               |
| 1956年 | 4月22日（日）02:00 | 10月7日（日）02:00  |                                               |
| 1955年 | 4月17日（日）02:00 | 10月2日（日）02:00  |                                               |
| 1954年 | 4月11日（日）02:00 | 10月3日（日）02:00  |                                               |
| 1953年 | 4月19日（日）02:00 | 10月4日（日）02:00  |                                               |
| 1952年 | 4月20日（日）02:00 | 10月26日（日）02:00 |                                               |
| 1951年 | 4月15日（日）02:00 | 10月21日（日）02:00 |                                               |
| 1950年 | 4月16日（日）02:00 | 10月29日（日）02:00 |                                               |
| 1949年 | 4月3日（日）02:00  | 10月30日（日）02:00 |                                               |
| 1948年 | 3月14日（日）02:00 | 10月31日（日）02:00 |                                               |
| 1947年 |                    | 11月2日（日）02:00  | グリニッジ平均時(UTC+0)に戻る                 |
| 1947年 | 4月13日（日）02:00 | 8月10日（日）02:00  | 英国二重夏時間(UTC+2)                         |
| 1947年 | 3月16日（日）02:00 |                     | 英国夏時間(UTC+1)開始                         |
| 1946年 | 4月14日（日）02:00 | 10月6日（日）02:00  |                                               |
| 1945年 |                    | 10月7日（日）02:00  | グリニッジ平均時(UTC+0)に戻る                 |
| 1945年 | 4月8日（日）01:00  | 7月15日（日）01:00  | 英国二重夏時間(UTC+2)                         |
| 1944年 | 4月2日（日）01:00  | 9月17日（日）01:00  | 英国二重夏時間(UTC+2)                         |
| 1943年 | 4月4日（日）01:00  | 8月15日（日）01:00  | 英国二重夏時間(UTC+2)                         |
| 1942年 | 4月5日（日）01:00  | 8月9日（日）01:00   | 英国二重夏時間(UTC+2)                         |
| 1941年 | 5月4日（日）01:00  | 8月10日（日）01:00  | 英国二重夏時間(UTC+2)                         |
| 1940年 | 2月15日（日）02:00 |                     | 英国夏時間(UTC+1)が標準時となる（戦争期間中） |
| 1939年 | 4月16日（日）02:00 | 11月19日（日）02:00 |                                               |
| 1938年 | 4月10日（日）02:00 | 10月2日（日）02:00  |                                               |
| 1937年 | 4月18日（日）02:00 | 10月3日（日）02:00  |                                               |
| 1936年 | 4月19日（日）02:00 | 10月4日（日）02:00  |                                               |
| 1935年 | 4月14日（日）02:00 | 10月6日（日）02:00  |                                               |
| 1934年 | 4月22日（日）02:00 | 10月7日（日）02:00  |                                               |
| 1933年 | 4月9日（日）02:00  | 10月8日（日）02:00  |                                               |
| 1932年 | 4月17日（日）02:00 | 10月2日（日）02:00  |                                               |
| 1930年 | 4月13日（日）02:00 | 10月5日（日）02:00  |                                               |
| 1929年 | 4月21日（日）02:00 | 10月6日（日）02:00  |                                               |
| 1928年 | 4月22日（日）02:00 | 10月7日（日）02:00  |                                               |
| 1927年 | 4月10日（日）02:00 | 10月2日（日）02:00  |                                               |
| 1926年 | 4月18日（日）02:00 | 10月3日（日）02:00  |                                               |
| 1925年 | 4月19日（日）02:00 | 10月4日（日）02:00  |                                               |
| 1924年 | 4月13日（日）02:00 | 9月21日（日）02:00  |                                               |
| 1923年 | 4月22日（日）02:00 | 9月16日（日）02:00  |                                               |
| 1922年 | 3月26日（日）02:00 | 10月8日（日）02:00  |                                               |
| 1921年 | 4月3日（日）02:00  | 10月3日（日）02:00  |                                               |
| 1920年 | 3月28日（日）02:00 | 10月25日（日）02:00 |                                               |
| 1919年 | 3月30日（日）02:00 | 9月29日（日）02:00  |                                               |
| 1918年 | 3月24日（日）02:00 | 9月30日（日）02:00  |                                               |
| 1917年 | 4月8日（日）02:00  | 9月17日（日）02:00  |                                               |
| 1916年 | 5月21日（日）02:00 | 10月1日（日）02:00  |                                               |